# 쿠와타니 나츠코
쿠와타니 나츠코(桑谷 夏子 구와타니 나쓰코[*], 1978년 8월 8일 ~ )는 일본의 성우이다. 소속사는 아트비전에서 현재에는 아임 엔터프라이즈 소속이다. 도쿄도출신이다. 신장은 148 cm. 팬들로부터 낫짱(なっちゃん)이라는 애칭으로 사랑받고 있다.

## 출연작

### TV 애니메이션
1998년
- 그와 그녀의 사정(여자아이A)

2001년
- 시스터 프린세스(카렌)
- 코코로 도서관(토끼)

2002년
- 시스터 프린세스 RePure(카렌)
- 키디 그레이드 (튀들디)

2003년
- 나루에의 세계(오토나시 레이)
- 크르노 크루세이드(피오레(플로렛 하벤하이트))

2004년
- 로젠메이든(스이세이세키)
- 마법소녀 리리컬 나노하(알프)

2005년
- 로젠메이든 트로이멘트(스이세이세키)
- 마법선생 네기마(아야세 유에)
- 마법소녀 리리컬 나노하 A'S(알프)
- 이 사람이 나의 주인님(아리시아)
- 트랜스포머 사이버트론(크로미아)

2006년
- 마지카노(마미야 미치루)
- 스즈미야 하루히의 우울(아사쿠라 료코)
- 러브돌~Lovely Idol~(유키 토코)
- Strawberry Panic(난토 야야)
- 네기마?!(아야세 유에)
- 로젠메이든 오베르튜레(스이세이세키)
- 포켓몬스터 다이아몬드&펄(하루(62화))

2007년
- 마법소녀 리리컬 나노하 Striker'S(루테시아 알피노, 오리스 게이즈, 세테, 알프)
- 세토의 신부 (마키)
- 스케치북 ~full color's~ (히무로 후우)
- Kawaii! JeNny (나데시코)

2008년
- S.A 스페셜 에이 (우시쿠보 사쿠라)

2009년
- 전국 바사라 (카스가)
- 사키-Saki- (칸바라 사토미)
- 키디 걸랜드 (트위들 디)

2010년
- 전국 바사라2 (카스가)

2011년
- 다마고치! (파샤린)

2012년
- 다마고치! 꿈 키라 드림 (유메마마치, 크레이프치, 파샤린)

2013년
- 다마고치! 꿈 키라 드림 (마죠코치)
- 다마고치! 미라클 프렌즈 (크레이프치)

2014년
- GO-GO 다마고치! (파샤린, 크레이프치)

### OVA
- 러브히나 어게인 (우라시마 카나코)
- 이세계의 성기사 이야기 (캬리아 프란)
- AIKa ZERO (나기사 리사코)

### 게임
2002년
- 라 퓌셀 빛의 성녀 전설 (에끌레르)
- 물망초 ~Forget-me-Not~ (아사히나 카스미) : 카와이 오토메 (かわい乙女) 명의

2003년
- D.C.P.S. ~다 카포~ 플러스 시츄에이션 (무라사키 이즈미코)
- D→A:BLACK (유리엘 알렌클라인)

2004년
- 러브돌 ~Lovely Idol~ (유우키 토우코)
- D→A:WHITE (유리엘 알렌클라인)
- 쌍연 (치구사 코이)

2005년
- 라디아타 스토리즈 (클로디아)
- 쌍연 올터네이티브 사랑과 소녀와 머신건 (치구사 코이)
- VIEWTIFUL JOE 배틀 카니발 (실비아)
- Memories Off #5 끊어진 필름 (미시마 카즈키)
- D.C. Four Seasons ~ 다 카포~ 포 시즌즈 (무라사키 이즈미코)

2006년
- Strawberry Panic! GIRLS' SCHOOL IN FULLBLOOM (난토 야야)
- 서몬 나이트4 (아프세트)

2007년
- 파이어 엠블렘 새벽의 여신 (미카야)
- Memories Off #5 encore (미시마 카즈키)
- 소년음양사 날개여, 하늘로 돌아가라 (천후)

2008년
- 스즈미야 하루히의 당황 (아사쿠라 료코)

### 라디오
- 시스터 프린세스~오빠와 함께~ (분카방송, 2001년 10월 - 2002년 10월)
- 전격 G's Radio (분카방송, 2002년 10월 - 2004년 6월)
- VOICE CREW - 사이토 치와와 공동진행. (2001년 10월 7일 - 2002년 9월 29일)
- 마호라바 학교 중등부 3-A 비밀스런 방과후 (인터넷 라디오, 2006년 12월 - 2007년 3월)
- 카즈라디오 나츠코 추가 - 카즈(かーず)와 공동진행. (인터넷 라디오/니코니코동화, 2008년 4월 - 2009년 3월)
- 전국 바사라 시로가네(銀) - 노토 마미코와 공동진행. (인터넷 라디오, 2009년 4월 9일 - 9월 24일)
- 나츠코와 치와의 츤피리 라디오 - 사이토 치와와 공동진행. (인터넷 라디오/CBC/분카방송, 2008년 10월 24일 - )